# Marie-Thérèse Caron
Pour les articles homonymes, voir Caron.
Marie-Thérèse Caron, née Pingon le 9 août 1931 à Constantine et morte le  29 avril 2022 à Sceaux, est une historienne médiéviste française, spécialiste de la noblesse bourguignonne au Moyen Âge tardif.

## Biographie
Marie-Thérèse Pingon est née le 9 août 1931 à Constantine. 

### Carrière
Elle obtient l'agrégation d'histoire en 1956 et se marie avec l'historien contemporanéiste François Caron. Ils ont deux enfants.
Elle enseigne d'abord au lycée d’Ivry-sur-Seine, puis intègre l'université Paris X Nanterre après avoir soutenu en 1971 une thèse de troisième cycle, dirigée par Jacques Heers, sur la famille des Chalon-Tonnerre à la fin du Moyen Âge. Elle est ensuite maître-assistant à l'université Paris XIII puis professeur des universités à l'université Lille-III après la soutenance de sa thèse d'État en 1984. Elle devient professeur émérite en 1993.

### Historienne de la noblesse médiévale
Pour sa thèse d'État publiée en 1987 sous le titre La noblesse dans le duché de Bourgogne 1315-1477, Marie-Thérèse Caron constitue et utilise deux fichiers informatiques d'individus et de biens, qui permettent une analyse quantitative,. L'ouvrage est construit en trois parties, consacrées d'abord à la définition de la noblesse puis à ses responsabilités et à ses stratégies familiales et enfin à une étude quantitative qui permet de comprendre la hiérarchie nobiliaire. Elle démontre que la noblesse bourguignonne est alors un milieu ouvert, qui se renouvelle,. 
En 1994, dans son livre Noblesse et pouvoir royal en France XIIIe – XVIe siècle, Marie-Thérèse Caron expose comment les rois de France ont construit une collaboration avec les nobles, malgré les résistances périodiques de ceux-ci à l'affirmation du pouvoir royal, tout en abaissant les princes.
Marie-Thèrèse Caron consacre de nombreuses études au Banquet du Faisan, très importante fête de cour organisée par le duc de Bourgogne Philippe le Bon le 17 février 1454 à Lille. Elle s'intéresse également à la vie quotidienne de la noblesse bourguignonne, à ses pratiques culturelles et à la place des femmes dans la société nobiliaire.
Marie-Thérèse Caron meurt le 29 avril 2022 à Sceaux.

## Principales publications

### Ouvrages personnels
- La société en France à la fin du Moyen Âge, Paris, Presses universitaires de France, coll. « Documents d’histoire », 1977, 159 p. (lire en ligne)[9].
- La noblesse dans le Duché de Bourgogne 1315-1477, Lille, Presses universitaires de Lille, 1987, 586 p. (ISBN 9782859392963, lire en ligne)[3],[5],[10],[11],[12],[13],[14].
- Noblesse et pouvoir royal en France XIIIe – XVIe siècle, Paris, Armand Colin, 1994, 349 p. (ISBN 978-2200214180)[6],[15].
- Les vœux du Faisan, noblesse en fête, esprit de croisade : Le manuscrit français 11594 de la Bibliothèque Nationale de France, Turnhout, Brepols, coll. « Burgundica » (no 7), 2003, 420 p. (ISBN 978-2-503-50721-7, lire en ligne)[16],[17],[18],[19],[20].

### Direction d'ouvrages collectifs
- Marie-Thérèse Caron (dir.), Noblesse et entourage princier dans les Pays-Bas à la fin du Moyen Âge (numéro spécial de la Revue du Nord) (no 87-310), avril-juin 1995, 472 p. (lire en ligne).
- Marie-Thérèse Caron, Denis Clauzel (dir.), Le Banquet du Faisan, 1454 : L’Occident face au défi de l’empire ottoman (Actes du colloque « 1454: Lille - Arras et le Vœu du Faisan. Deux capitales princières bourguignonnes face au défi de l’Empire ottoman, Lille et Arras, 21-24 juin 1995), Arras, Presses universitaires d’Artois, 1997, 368 p. (ISBN 2-910663-12-4, présentation en ligne).
- Marie-Thérèse Caron, Pierre Desportes, Marie-Claude Gerbet, Georges Jehel, Pierre Racine, Annie Saunier (dir.), Villes et sociétés urbaines au Moyen Âge : Hommage à M. le Professeur Jacques Heers, Paris, Presses de l'université Paris-Sorbonne, coll. « Cultures et civilisations médiévales » (no 11), 1994, 316 p. (ISBN 9782840500308).